# Baumhummer

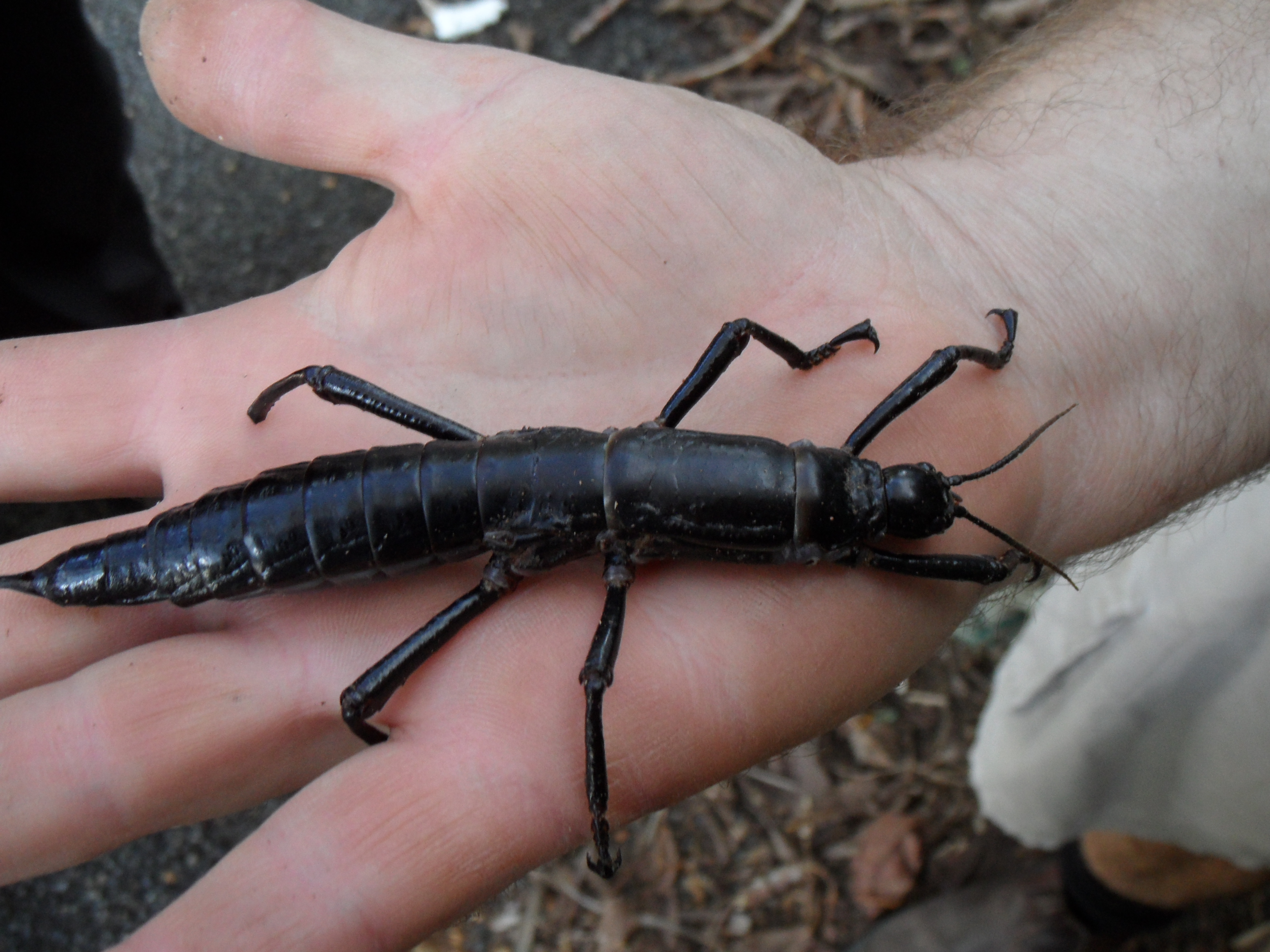
Weiblicher Baumhummer

Der Baumhummer (Dryococelus australis) ist ein Insekt aus der Ordnung der Gespenstschrecken (Phasmatodea) und der einzige Vertreter der Gattung Dryococelus. Der teilweise auch im Englischen gebräuchliche Trivialname (dann Tree Lobster) nimmt Bezug auf die verdickten Gliedmaßen und die unter bestimmten Bedingungen rote Farbe des Insekts. Zu den Hummern (Homarus) der Krebstiere besteht keine nähere Verwandtschaft.
Der Baumhummer ist endemisch auf der australischen Lord-Howe-Insel und galt lange als ausgestorben, bis auf der zur Lord-Howe-Inselgruppe gehörenden kleinen Felsinsel Ball’s Pyramid noch lebende Exemplare gefunden wurden.

## Merkmale
Adulte Baumhummer sind flügellose, meist völlig schwarze, seltener dunkelbraun gefärbte Insekten. Nur Präparate oder Tiere unter Kunstlicht zeigen eine eher rotbraune Färbung. Der massige Körper ist annähernd frei von Dornen oder Stacheln. Lediglich die Männchen haben an den Schenkeln (Femuren) der Hinterbeine zwei kräftige, lange Dornen, wie sie auch bei vielen Vertretern der morphologisch ähnlichen, aber nicht näher verwandten Tribus Eurycanthini zu finden sind. Mit 100 bis 112 Millimetern bleiben sie etwas kleiner als die Weibchen, die eine Länge von 120 bis 133 Millimetern erreichen. Das Abdomen der Weibchen endet in einem schnabelförmigen, sekundären Legestachel, der die Geschlechtsorgane einschließlich des aus Anhängen des achten und neunten Abdominalsegments bestehenden eigentlichen Legeapparates (Ovipositor) umgibt. Der obere Anteil des Legestachel, der als Supraanalplatte oder Operculum bezeichnet wird, ist kürzer als der untere. Dadurch wird der obere Anteil des Legestachels vom verlängerten zehnten Abdominalsternum auf der Unterseite überragt.

## Lebensweise und Fortpflanzung
Die nachtaktiven Phasmiden verstecken sich tagsüber in Hohlräumen und kommen nur nachts zum Fressen an ihren Nahrungspflanzen heraus. Die Männchen sind untereinander aggressiv und paaren sich oft mit den Weibchen, die sie teilweise sogar bewachen. Wie auch andere Vertreter der Unterfamilie sitzen die Tiere oft übereinander in den Verstecken. Die Weibchen legen etwa alle zehn Tage Gelege von neun bis zehn Eiern in den Boden ab. Insgesamt werden pro Tier etwa 300 Eier produziert. Die Eier, die zunächst blass-beige sind, werden bei dauerhaftem Kontakt mit dem feuchten Erdreich zunehmend dunkler, bis sie dunkelbraun oder fast schwarz sind. Aus ihnen schlüpfen nach sechs bis sieben Monaten die 16 bis 22 Millimeter langen Nymphen. Sie sind zunächst hellgrün, werden aber mit jeder Häutung dunkler. So werden sie zunächst hell-, dann dunkelbraun, bis sie schließlich als Imago schwarz sind.
Der natürliche Fressfeind war der Lord-Howe-Kuckuckskauz, eine auf der Lord-Howe-Insel endemische Unterart des Neuseeland-Kuckuckskauzes. Dieser wurde durch die zur Rattenbekämpfung eingeführte Tasmanien-Schleiereule ausgerottet.

## Ursprüngliche Verbreitung und scheinbare Ausrottung
Ursprünglich fand man den Baumhummer auf der gesamten Lord-Howe-Insel, 580 Kilometer östlich von Australien. Die Art trägt deshalb im englischen Sprachraum den Trivialnamen „Lord Howe Island stick insect“. Von den Inselbewohnern wurde sie allerdings „Landhummer“ genannt, wovon sich wohl der deutsche Name „Baumhummer“ ableitet. Die ursprünglich häufigen Tiere wurden als Fischköder verwendet. Als am 14. Juni 1918 das Versorgungsschiff SS Makambo auf der Lord-Howe-Insel strandete, gelangten von dem havarierten Schiff Ratten auf die Insel. Diese breiteten sich auf der Insel mit katastrophalen Folgen für die endemische Fauna aus. Der Bestand der Baumhummer wurde so stark dezimiert, dass bereits um 1920 kein Tier mehr gefunden wurde. Seit 1930 wurde davon ausgegangen, dass die Art als eine von 13 wirbellosen Arten durch die Ratten ausgerottet wurde. Um 1960 wurde sie für „ausgestorben“ erklärt.

## Wiederentdeckung und Schutzmaßnahmen

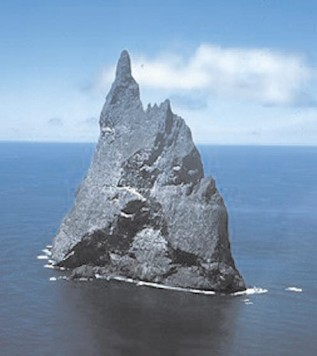
Blick auf Ball’s Pyramid, den Fundort der letzten Baumhummer

Lage von Ball’s Pyramid in Relation zur Lord-Howe-Insel und zum australischen Kontinent

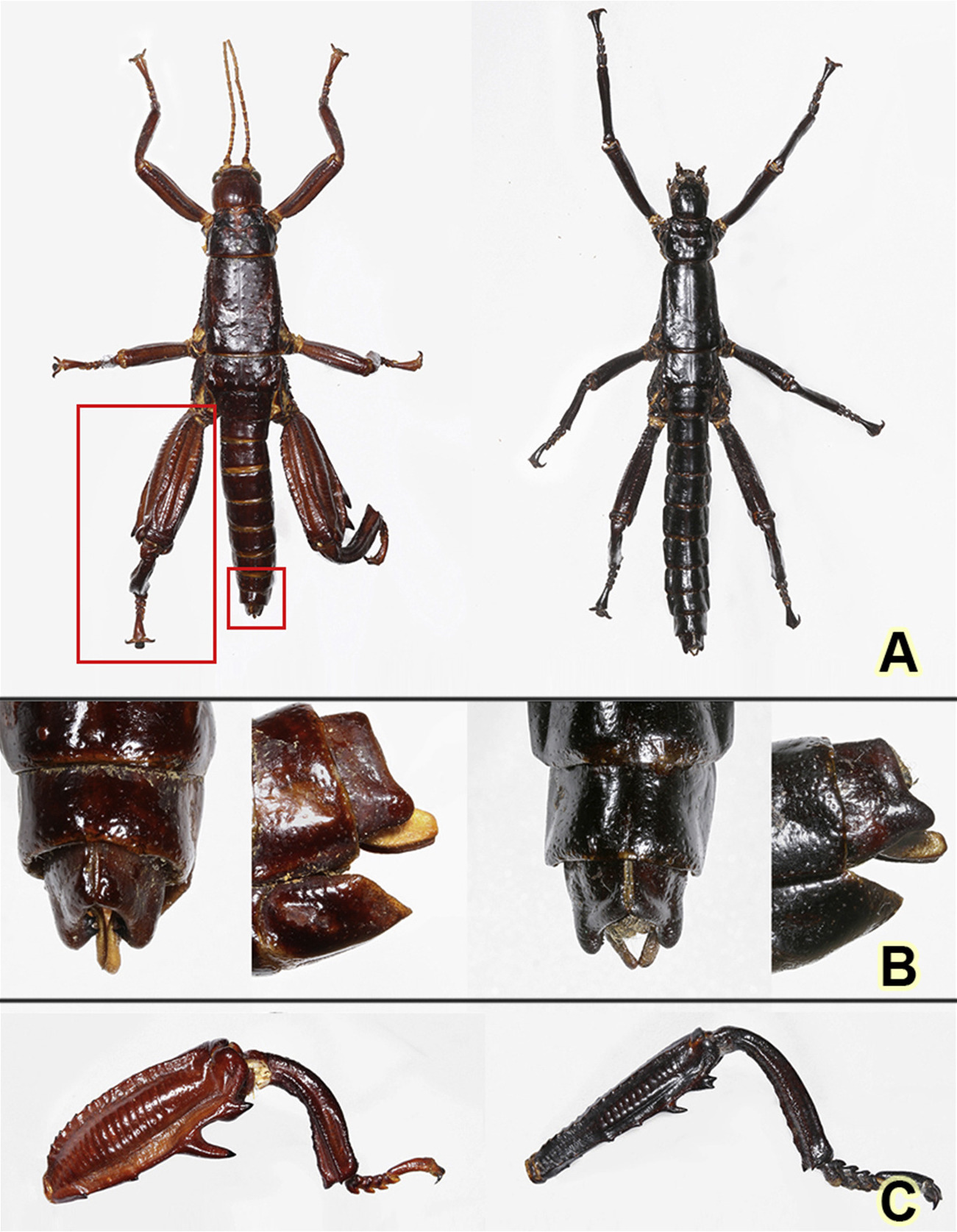
Morphologische Unterschiede zwischen Männchen von der Lord-Howe-Insel (links) und Männchen aus dem Zuchtprogramm von der Ball’s Pyramid (rechts)

Nachdem Felsenkletterer auf der kleinen spitzen Felsinsel Ball’s Pyramid, 23 km südöstlich der Lord-Howe-Insel, 1964 einen und 1969 zwei weitere tote Baumhummer entdeckt hatten, untersuchten Forscher den kargen Felsen im Jahr 2001 genauer. Die Untersuchungen mussten nach Sonnenuntergang durchgeführt werden, um die nachtaktiven Insekten beobachten zu können. Am späten Abend des 5. Februar 2001 fanden die beiden australischen Wissenschaftler Nicholas Carlile und David Proddel in etwa 65 m Höhe über dem Meeresniveau zwei Weibchen und eine weibliche Nymphe. Bei einer weiteren Untersuchung am 26. März 2002 zwischen 21:30 und 23:30 Uhr wurden auf einer kleinen Felsterrasse von 6 m × 30 m, auf der ein kleiner Teebaum der auf der Lord-Howe-Insel heimischen Art Melaleuca howeana stand, 24 Exemplare gefunden, darunter lediglich zwei Männchen. Wie diese Population auf diese Felseninsel gelangen konnte, ist nicht endgültig klar. Die Tiere könnten auf Treibholz angespült worden sein oder unbeabsichtigt auf dem von Noddiseeschwalben mitgebrachten Nistmaterial auf die Insel gelangt sein. Außerdem käme auch die Möglichkeit in Frage, dass Fischer die ersten Tiere als Köder mitgebracht haben.
Im Jahr 2003 entnahm Stephen J. Fellenberg der Population zwei Pärchen und startete ein Zuchtprogramm, um eine genügend große Population zu erhalten und den Baumhummer wieder auf der Lord-Howe-Insel auszuwildern, sobald diese von den Ratten befreit ist.
Dieses Zuchtprogramm im Zoo von Melbourne ist nach anfänglich großen Problemen sehr erfolgreich. Schon 2005 gab es in Menschenobhut
wieder mehr als 100 Baumhummer, die neben dem schon genannten Teebaum auch Großblättrige Feige (Ficus macrophylla), Sprossenden Zwergginster (Chamaecytisus proliferus), Brombeeren, Zitronenbaum und andere Futterpflanzen annehmen. Bis 2008 war die Population auf 450, Anfang bzw. Mitte 2012 auf 9000 Tiere angewachsen, darunter 1000 adulte Tiere, und etwa 20.000 Eier.
Im Jahr 2009 wurden die ersten 20 Exemplare in ein speziell geschütztes Habitat auf die Lord-Howe-Insel zurückgebracht. Im Rahmen des Lord Howe Island Rodent Eradication Project sollten alle Ratten und Mäuse durch das Ausbringen von Giftködern ausgerottet werden, danach sollten die Baumhummer auch wieder frei auf der Insel etabliert werden. Der Abwurf von 42 Tonnen von Ködern mit dem Wirkstoff Brodifacoum auch in entfernte Gebiete der Insel durch Hubschrauber entfachte jedoch einen Streit unter den Inselbewohnern um das Für und Wider dieser Aktion, den auch eine knapp für die Befürworter ausgegangene Entscheidung nicht schlichten konnte. 2019 konnte der Plan schließlich erfolgreich umgesetzt werden und die Insel gilt seitdem als frei von Ratten und Mäusen. Ein weiterer Plan sah vor, als natürlichen Feind eine Hybride der auf der Norfolkinsel und der auf Neuseeland beheimateten Unterarten des Neuseeland-Kuckuckskauzes anzusiedeln, wozu zunächst die Tasmanien-Schleiereule auf der Lord-Howe-Insel ausgerottet werden sollte.

## Systematik

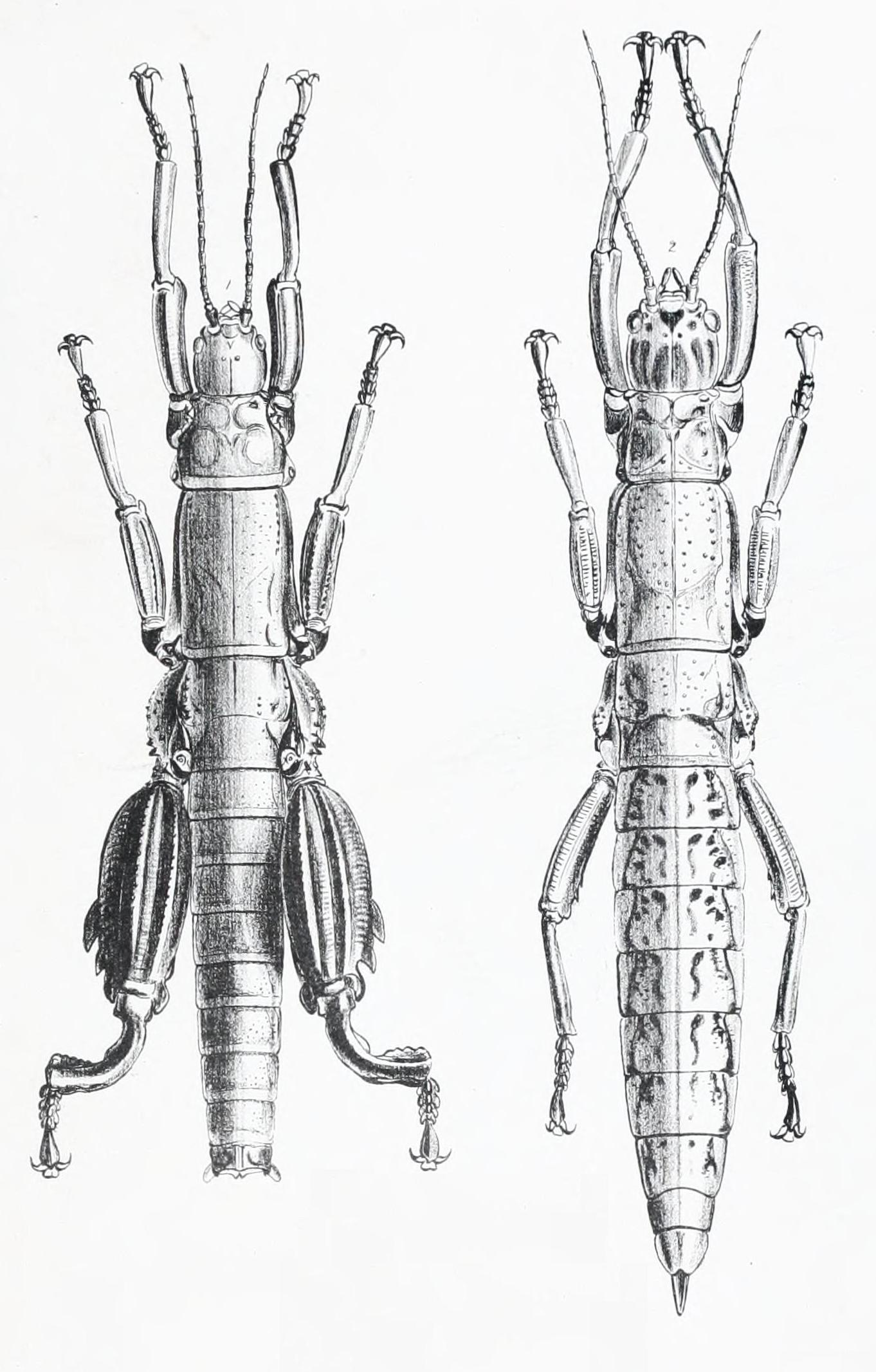
Pärchen des Baumhummer aus Westwood (1859), als Eurycantha australe

Im Jahr 1855 beschrieb Xavier Montrouzier die Gattung Karabidion mit den neuen Arten Karabidion micranthum (heute Eurycantha micrantha), Karabidion scorpionides (heute Woodlarkia scorpionides) und Karabidion australe, dem Baumhummer. Außerdem überstellte er die schon 1835 von Jean Baptiste Alphonse Dechauffour de Boisduval beschriebene Eurycantha horrida in diese Gattung. Montrouzier war die Beschreibung von Eurycantha durch Boisduval bekannt, er begründet die Neubeschreibung der Gattung aber damit, dass er weitere teilweise stachellose Arten beschreibt, welche indigene Völker Nordaustraliens sogar als Nahrung genutzt haben sollen (gemeint ist hier wohl der Baumhummer). Die indigene Bevölkerung nennt diese Tiere „Karabok“. Montrouzier kombiniert diesen Namen mit dem griechischen Wort für Flusskrebse zu Karabidion. Auf diese Kombination geht wohl auch der Name Baumhummer zurück. Sämtliche Arten wurden schon 1859 von John Obadiah Westwood in die ältere Gattung Eurycantha überführt, wodurch Karabidion zum Synonym von Eurycantha wurde. In den folgenden Jahren taucht neben Eurycantha auch immer wieder der Name Karabidion auf, insbesondere exklusiv für Karabidion australis. Josef Redtenbacher verwendete den Namen des Synonyms in der Schreibung Carabidion ebenfalls einzig für die von ihm als Carabidion australe bezeichnete Art, die er von den anderen in Eurycantha belassenen Arten abgrenzt. William Forsell Kirby beschrieb 1904 eine männliche Nymphe des Baumhummer fälschlich als neue Art. Er stellte diese in die Gattung Eubulides, die heute zur Familie der Heteropterygidae gerechnet wird, und nannte sie Eubulides spuria. Der zugehörige Holotypus war zeitweilig nicht auffindbar, wurde aber 2006 im Natural History Museum in London wiederentdeckt. Bereits 2005 war die Art mit Dryococelus australis synonymisiert worden. Der heute für den Baumhummer gültige Gattungsname Dryococelus geht auf Ashley Buell Gurney zurück, der diese monotypische Gattung 1947 aufstellte. Das Typusmaterial von Dryococelus australis, ein Männchen und ein Weibchen, die als Syntypen im Institut Sainte Marie in Saint-Chamond in Frankreich hinterlegt waren, gilt als verschollen.
Erst 2008 wurde nachgewiesen, dass die ursprüngliche Tribus Eurycanthini, in der auch Dryococelus australis geführt wurde, polyphyletisch ist. Die Ähnlichkeit zwischen den „Baumhummern“ von Lord Howe, Neuguinea und Neukaledonien geht demnach auf konvergente Evolution zurück. Schwestergruppe von Dryococelus sind die australischen Riesenstabschrecken der Gattung Eurycnema (Vergleiche z. B. Eurycnema goliath).
Die auf der Ball’s Pyramid wiederentdeckten Tiere weisen deutliche morphologische Unterschiede zu denen vor der Ausrottung auf der Lord-Howe-Insel auf. Durch Vergleich des Erbguts von Tieren aus dem Zuchtprogramm des Melbourner Zoos und alten Museumsexemplaren konnte festgestellt werden, dass es sich dabei um dieselbe Art handelt. Die Proben unterschieden sich um weniger als 1 %, was innerhalb der Variation der Museumsexemplare liegt.